# Русулальні
Русулальні (Russulales) — порядок грибів класу агарикоміцети. За інформацією 10-го видання Словника грибів (Dictionary of the Fungi), порядок містить 12 родин, 80 родів і 1767 описаних видів.
Велика кількість сироїжкових утворюють ектотрофну або ендо-ектотрофну мікоризу з хвойними або листяними деревами. Серед представників є також сапротрофи та патогени рослин.